# Кшивець (Браневський повіт)
Кшивець (пол. Krzywiec, нім. Dittersdorf) — село в Польщі, у гміні Фромборк Браневського повіту Вармінсько-Мазурського воєводства.
Населення — 33 особи (2011).
У 1975-1998 роках село належало до Ельблонзького воєводства.

## Демографія
Демографічна структура станом на 31 березня 2011 року:
|          | Загалом | Допрацездатний вік | Працездатний вік | Постпрацездатний вік |
| -------- | ------- | ------------------ | ---------------- | -------------------- |
| Чоловіки | 16      | 4                  | 11               | 1                    |
| Жінки    | 17      | 3                  | 10               | 4                    |
| Разом    | 33      | 7                  | 21               | 5                    |